# Briou
Briou är en kommun i departementet Loir-et-Cher i regionen Centre-Val de Loire i de centrala delarna av Frankrike. Kommunen ligger i kantonen Marchenoir som tillhör arrondissementet Blois. År 2022 hade Briou 143 invånare.

## Befolkningsutveckling
Antalet invånare i kommunen Briou
| Referens: INSEE |